# Puncak Jaya
Puncak Jaya (též Mount Carstensz či Carstensz Pyramid) je se 4884 m (někdy se uvádí 5030 m) nejvyšší horou ostrova Nová Guinea, státu Indonésie a celého světadílu Austrálie a Oceánie. Díky tomu je zařazena do Koruny planety, tj. mezi 7 nejvyšších hor všech kontinentů. Zároveň je to nejvyšší vrchol mezi Himálajem a Andami, a nejvyšší hora nacházející se na ostrově.
Puncak Jaya leží v pohoří Sudirman (Dugunduguoo) v centrální části indonéské provincie Papua na ostrově Nová Guinea.

## Prvovýstup
Poprvé vrchol hory zdolali dne 13. února 1962 horolezci Heinrich Harrer, Philip Temple, Russel Kippax a Albert Huizenga.